# Алколеджа
Алколеджа, Альколеча (валенс. Alcoleja (офіційна назва), ісп. Alcolecha) — муніципалітет в Іспанії, у складі автономної спільноти Валенсія, у провінції Аліканте. Населення — 196 осіб (1 січня 2022).

## Географія
Муніципалітет розташований на відстані близько 350 км на південний схід від Мадрида, 39 км на північ від Аліканте.

### Клімат
| Кліматограма Алколеджа                                                                         | Кліматограма Алколеджа | Кліматограма Алколеджа | Кліматограма Алколеджа | Кліматограма Алколеджа | Кліматограма Алколеджа | Кліматограма Алколеджа | Кліматограма Алколеджа | Кліматограма Алколеджа | Кліматограма Алколеджа | Кліматограма Алколеджа | Кліматограма Алколеджа |
| ---------------------------------------------------------------------------------------------- | ---------------------- | ---------------------- | ---------------------- | ---------------------- | ---------------------- | ---------------------- | ---------------------- | ---------------------- | ---------------------- | ---------------------- | ---------------------- |
| С                                                                                              | Л                      | Б                      | К                      | Т                      | Ч                      | Л                      | С                      | В                      | Ж                      | Л                      | Г                      |
| 40 10 5                                                                                        | 41 14 5                | 53 14 7                | 63 20 7                | 24 25 11               | 19 29 15               | 7 32 18                | 22 31 19               | 42 25 15               | 41 20 12               | 97 14 7                | 52 10 5                |
| Середня макс. і мін. температури повітря (°C) Атмосферні опади (мм), за рік : 501 мм. Джерело: |                        |                        |                        |                        |                        |                        |                        |                        |                        |                        |                        |

## Демографія
Динаміка населення (INE ):

## Галерея зображень

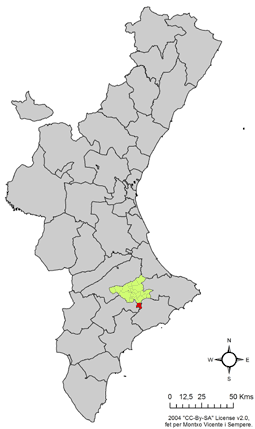
Розташування муніципалітету Алколеджа у автономній спільноті Валенсія
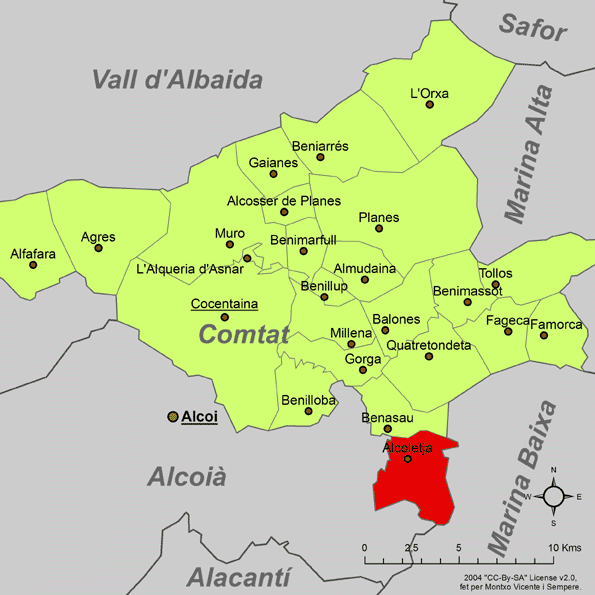
Розташування муніципалітету Алколеджа у комарці Кондадо-де-Косентайна